# Super Bowl XXV
Super Bowl XXV był dwudziestym piątym finałem o mistrzostwo NFL w zawodowym futbolu amerykańskim, rozegranym 27 stycznia 1991 roku, na stadionie Tampa Stadium, w Tampie, w stanie Floryda.
Mistrz konferencji NFC, drużyna New York Giants, pokonał mistrza konferencji AFC, drużynę Buffalo Bills, uzyskując wynik 20-19. New York Giants zostali mistrzami po raz drugi.
Za faworytów spotkania uważana była drużyna z Nowego Jorku.
Amerykański hymn państwowy przed meczem wykonała Whitney Houston. W przerwie w połowie meczu wystąpił boysband New Kids on the Block.
Tytuł MVP finałów zdobył Ottis Anderson, Running back zespołu Giants. 

## Ustawienia początkowe
| Buffalo           | Pozycja | Pozycja | Nowy Jork        |
| ----------------- | ------- | ------- | ---------------- |
| Ofensywa          |         |         |                  |
| James Lofton      | WR      | WR      | Mark Ingram      |
| Will Wolford      | LT      | LT      | Jumbo Elliott    |
| Jim Ritcher       | LG      | LG      | William Roberts  |
| Kent Hull         | C       | C       | Bart Oates       |
| John Davis        | RG      | RG      | Eric Moore       |
| Howard Ballard    | RT      | RT      | Doug Riesenberg  |
| Keith McKeller    | TE      | TE      | Mark Bavaro      |
| Andre Reed        | WR      | WR      | Stephen Baker    |
| Jim Kelly         | QB      | QB      | Jeff Hostetler   |
| Thurman Thomas    | RB      | RB      | Ottis Anderson   |
| Jamie Mueller     | FB      | FB      | Maurice Carthon  |
| Defensywa         |         |         |                  |
| Leon Seals        | LDE     | LDE     | Eric Dorsey      |
| Jeff Wright       | NT      | NT      | Erik Howard      |
| Bruce Smith       | RDE     | RDE     | Leonard Marshall |
| Cornelius Bennett | LOLB    | LOLB    | Carl Banks       |
| Shane Conlan      | LILB    | LILB    | Gary Reasons     |
| Carlton Bailey    | RILB    | RILB    | Pepper Johnson   |
| Darryl Talley     | ROLB    | ROLB    | Lawrence Taylor  |
| Kirby Jackson     | LCB     | LCB     | Mark Collins     |
| Nate Odomes       | RCB     | RCB     | Everson Walls    |
| Leonard Smith     | SS      | SS      | Greg Jackson     |
| Mark Kelso        | FS      | FS      | Myron Guyton     |